# Intervista con la storia
Intervista con la storia è una raccolta di interviste effettuate dalla giornalista e scrittrice italiana Oriana Fallaci, nel periodo compreso tra la fine degli anni sessanta e settanta del XX secolo. La prima pubblicazione risale al 1974, edita da Rizzoli.
Nella stesura definitiva apparsa nel 1977, la Fallaci presenta i personaggi storici intervistati con l'integrazione degli avvenimenti futuri rispetto all'epoca originale delle dichiarazioni e un commento dell'autrice sulle impressioni ricevute attraverso l'approfondimento delle caratteristiche umane dei protagonisti.
In ordine di presentazione essi sono:
- Henry Kissinger
- Nguyễn Văn Thiệu
- Generale Giap
- Norodom Sihanouk
- Golda Meir
- Yassir Arafat
- George Habash
- Hussein di Giordania
- Indira Gandhi
- Zulfiqar Ali Bhutto
- Sirimavo Bandaranaike
- Pietro Nenni
- Giovanni Leone
- Giulio Andreotti
- Giorgio Amendola
- Willy Brandt
- Hailé Selassié I
- Mohammad Reza Pahlavi
- Ahmed Zaki Yamani
- William Colby
- Otis Pike
- Mário Soares, intervistato in due periodi successivi
- Álvaro Cunhal
- Santiago Carrillo
- Helder Camara
- Arcivescovo Makarios
- Alessandro Panagulis

## Edizioni
- Intervista con la Storia, Rizzoli, Milano, I ed. marzo 1974, pp. 390.
- Intervista con la Storia. Con le nuove interviste a Giulio Andreotti - Giorgio Amendola - William Colby - Otis Pike - Yamani - Santiago Carrillo - Alvaro Cunhal - Mario Soares - Arcivescovo Makarios (in questa edizione l'intervista a Giovanni Leone viene tolta), BUR, Milano, I ed. giugno 1977, pp. 655.
- Intervista con la Storia, Collana SuperBur, BUR, Milano, 1994, ISBN 978-88-17-86590-6.
- Intervista con la Storia, Collana Bur Oro, BUR, Milano, 2001, ISBN 978-88-17-15378-2.
- Intervista con la storia, Prefazione di Federico Rampini, collana Opere di Oriana Fallaci, Milano, BUR - Rizzoli, novembre 2008,  p. 879, ISBN 978-88-17-02736-6. - Collana best Bur, BUR, Milano, ottobre 2014, ISBN 978-88-17-07760-6, pp. 892.